# Савельевка (Саратовская область)
Савельевка — село в Краснопартизанском районе Саратовской области, в составе городского поселения Горновское муниципальное образование.
Население — 273 (2010) человек.

## История
Казённое село Савельевка (Перелаз), расположенное при речке Сакмыковка, по правую сторону почтового тракта из Николаевска в Новоузенск в 50 верстах от уездного города, упоминается в Списке населённых мест Российской империи по сведениям за 1859 год. Село относилось к Николаевскому уезду Самарской губернии. В селе насчитывалось 157 дворов, проживали 631 мужчина и 590 женщин, имелась православная церковь. 
После крестьянской реформы Савельевка была включена в состав Корнеевской волости. Согласно Списку населённых мест Самарской губернии по сведениям за 1889 год в селе насчитывалось 305 дворов, проживали 1878 жителей (бывшие казённые крестьяне). Земельный надел составлял 8941 десятину удобной и 1705 десятин неудобной земли, имелись церковь, 2 школы, земская станции, 2 ветряные мельницы, проводились 2 ярмарки. Согласно переписи 1897 года в селе проживало 2093 жителя, православных — 2080.
Согласно Списку населённых мест Самарской губернии 1910 года село населяли бывшие государственные крестьяне, русские, православные, 1159 мужчин и 1172 женщины, в селе имелись церковь, земская и церковно-приходская школы, кредитное товарищество, 7 ветряных мельниц, проводились 2 ярмарки, по понедельникам базар.

## Физико-географическая характеристика
Село находится в Заволжье, на правом берегу реки Сакма, на высоте около 50 метров над уровнем моря. Почвы - тёмно-каштановые.
Село расположено примерно в 6 км по прямой севернее районного центра рабочего посёлка Горный. По автомобильным дорогам расстояние до районного центра составляет 11 км, до областного центра города Саратов — 250 км, до Самары — также около 250 км.
Часовой пояс
Савельевка, как и вся Саратовская область, находится в часовой зоне МСК+1. Смещение применяемого времени относительно UTC составляет +4:00.

## Население
Динамика численности населения по годам:
| Годы      | 1859 | 1889 | 1897 | 1910 | 2002 |
| --------- | ---- | ---- | ---- | ---- | ---- |
| Население | 1221 | 1878 | 2093 | 2331 | 378  |

| 2002 | 2010 |
| ---- | ---- |
| 378  | ↘273 |

Национальный состав
Согласно результатам переписи 2002 года русские составляли 66 % населения села.